# Travanca (Cinfães)
Travanca é uma povoação portuguesa sede da Freguesia de Travanca do Município de Cinfães, freguesia com 4,98 km² de área e 712 habitantes (censo de 2021), tendo, por isso, uma densidade populacional de 143 hab./km².
Também conhecida por Travanca do Douro, Travanca do Paiva ou Travancas, integrou o extinto concelho de Sanfins e tem Santa Leocádia como orago.

## Demografia
A população registada nos censos foi:
| Distribuição da População por Grupos Etários | Distribuição da População por Grupos Etários | Distribuição da População por Grupos Etários | Distribuição da População por Grupos Etários | Distribuição da População por Grupos Etários |
| -------------------------------------------- | -------------------------------------------- | -------------------------------------------- | -------------------------------------------- | -------------------------------------------- |
| Ano                                          | 0-14 Anos                                    | 15-24 Anos                                   | 25-64 Anos                                   | > 65 Anos                                    |
| 2001                                         | 181                                          | 148                                          | 472                                          | 158                                          |
| 2011                                         | 122                                          | 109                                          | 455                                          | 143                                          |
| 2021                                         | 95                                           | 73                                           | 361                                          | 183                                          |

## Património
- Igreja de Santa Leocádia (matriz)
- Capelas de Nossa Senhora da Visitação, de São João Baptista, de Santo António, de São José e Santa Eufémia
- Capela e casa na Quinta da Miragaia
- Casa do Souto
- Ponte de Loureiral
- Sítio de Miragaia
- Lugares de Souto e de Castro